# Санні Салджик
Санні Салджик (нар. 10 серпня 2005, Розвелл, Джорджія, США) — американський актор та скейтбордист. Найбільш відомий за ролями Боба Мерфі у фільмі «Вбивство священного оленя» та Стіві у фільмі «Середина 90-х», а також за роллю Атрея у відеогрі God of War.

## Біографія
Народився 10 серпня 2005 року у Розвеллі, штат Джорджія. Його батько — боснієць, а мати — росіянка.
Відвідував школу моделей Джона Касабланкаса в Атланті. Будучи дитиною, разом із сім'єю переїхав до Лос-Анджелесу, щоб розпочати акторську кар'єру. Брав участь у конференції Міжнародної асоціації моделей і талантів.
З трьох років Салджик захоплюється скейтбордингом.
Нині проживає в Лос-Анджелесі.

## Кар’єра
Салджик розпочав свою акторську кар'єру у 2013 році у віці семи років, зігравши у короткометражному фільмі Ruined. 2014 року з'явився в епізоді серіалу «Думати як злочинець».
У 2015 році на екрани вийшли два фільми за його участю — «1915» та «Примара будинку Бріар» . У серпні 2016 року Салджик отримав роль Боба Мерфі, 12-річного сина персонажів Коліна Фаррелла та Ніколь Кідман, у драматичному фільмі режисера Йоргоса Лантімоса «Вбивство священного оленя», який вийшов у широкий прокат 27 жовтня 2017 року.
У липні 2017 року стало відомо, що Салджик виконає головну роль у режисерському дебюті Джони Хілла «Середина 90-х». Світова прем'єра фільму відбулася у рамках міжнародного кінофестивалю у Торонто 9 вересня 2018 року.
Також у 2018 році з'явився у трагікомедійному фільмі «Не хвилюйся, він далеко не піде» та у комедійному фантастичному фільмі режисера Елая Рота «Таємниця будинку з годинником». У тому ж році вийшла комп'ютерна гра God of War, в якій Салджик озвучив персонажа, на ім'я Атрей.
2020 року зіграв роль Дага Пірса в молодості в різдвяній комедії режисера Кріса Коламбуса «Різдвяні хроніки 2» .
2021 року на екрани вийшов фільм «Північний Голлівуд», в якому Салджик зіграв роль Кларка. У тому ж році було оголошено, що Салджик повернеться до озвучування персонажа Атрея у комп'ютерній грі God of War: Ragnarök, яка є прямим сюжетним продовженням гри God of War, що вийшла у 2018 році. Вихід гри заплановано на 2022 рік.

## Фільмографія
| Рік  |    | Українська назва                   | Оригінальна назва                     | Роль                                           |
| ---- | -- | ---------------------------------- | ------------------------------------- | ---------------------------------------------- |
| 2014 | с  | Криміналісти: мислити як злочинець | Criminal Minds                        | юний Джо Бахнер (Епізод: «The Edge of Winter») |
| 2015 | ф  | 1915                               | 1915                                  | Габріель                                       |
| 2015 | ф  | Привид будинку Бріар               | The Unspoken                          | Адріан                                         |
| 2017 | ф  | Убивство священного оленя          | The Killing of a Sacred Deer          | Боб Мерфі                                      |
| 2018 | ф  | Не хвилюйся, він далеко не піде    | Don't Worry, He Won't Get Far on Foot | скейтбордист №2                                |
| 2018 | вг | God of War                         | God of War                            | Атрей                                          |
| 2018 | ф  | Середина 90-х                      | Mid90s                                | Стіві «Sunburn»                                |
| 2018 | ф  | Будинок з годинником у стінах      | The House with a Clock in Its Walls   | Тарбі Корріган                                 |
| 2020 | ф  | Різдвяні хроніки 2                 | The Christmas Chronicles 2            | Дуг Пірс                                       |
| 2021 | ф  | Північний Голівуд                  | North Hollywood                       | Кларк                                          |
| 2022 | вг | God of War: Ragnarök               | God of War: Ragnarök                  | Атрей                                          |
| 2025 | ф  | Північний Голівуд                  | Lurker                                | Джеймі                                         |